# Microregione di Auriflama
Auriflama è una microregione dello Stato di San Paolo in Brasile, appartenente alla mesoregione di São José do Rio Preto.

## Comuni
Comprende 9 comuni:
- Auriflama
- Floreal
- Gastão Vidigal
- General Salgado
- Guzolândia
- Magda
- Nova Castilho
- Nova Luzitânia
- São João de Iracema